# Steinmühle (Konradsreuth)
Steinmühle (auch Habermühle genannt) ist ein Gemeindeteil der Gemeinde Konradsreuth im Landkreis Hof (Oberfranken, Bayern). Steinmühle liegt in der Gemarkung Konradsreuth.

## Geografie
Der Weiler liegt an der Ölsnitz und an der Kreisstraße HO 7 die nach Konradsreuth zur Staatsstraße 2461 (0,4 km nördlich) bzw. nach Silberbach (1,5 km südöstlich). Unmittelbar südöstlich erhebt sich der Stein (570 m ü. NHN). Die Felskuppe ist als Geotop ausgezeichnet. Unmittelbar westlich gibt es einen Badeweiher. Südlich davon gibt es einen Seifenhügel, der ebenfalls als Geotop ausgezeichnet ist.

## Geschichte
Von 1797 bis 1810 unterstand Steinmühle dem Justiz- und Kammeramt Hof. Infolge des Ersten Gemeindeedikts wurde Steinmühle dem 1812 gebildeten Steuerdistrikt Konradsreuth und der zugleich entstandenen Ruralgemeinde Konradsreuth zugewiesen.

### Einwohnerentwicklung
| Jahr      | 1819  | 1861  | 1871  | 1885   | 1900   | 1925   | 1950   | 1961   | 1970   | 1987  |
| Einwohner | *     | 12    | 6     | 9      | 9      | 7      | 11     | 17     | 15     | 15    |
| Häuser    |       |       |       | 2      | 1      | 1      | 2      | 3      |        | 4     |
| Quelle    | [ 5 ] | [ 8 ] | [ 9 ] | [ 10 ] | [ 11 ] | [ 12 ] | [ 13 ] | [ 14 ] | [ 15 ] | [ 1 ] |

## Religion
Steinmühle ist evangelisch-lutherisch geprägt und bis heute nach Konradsreuth gepfarrt.